# Another Century's Episode Portable
Another Century's Episode Portable (アナザーセンチュリーズエピソード ポータブル?), a volte abbreviato in A.C.E. P, è un videogioco d'azione sviluppato dalla FromSoftware e pubblicato dalla Banpresto/Namco-Bandai. È stato pubblicato per PlayStation Portable il 13 gennaio 2011.

## Serie presenti nel gioco
- Blue Comet SPT Layzner
- Brain Powerd
- Wings of Rean
- Overman King Gainer
- Code Geass: Lelouch of the Rebellion R2
- Mobile Battleship Nadesico the Movie - Il principe delle tenebre
- Aura Battler Dunbine
- Heavy Metal L-Gaim
- Metal Armor Dragonar
- Mobile Suit Z Gundam
- Mobile Suit Gundam: Il contrattacco di Char
- Gundam Wing: Endless Waltz
- After War Gundam X
- Turn A Gundam
- Mobile Suit Gundam SEED Destiny
- Mobile Suit Gundam 00
- VS Knight Lamune & 40 Fire
- Macross Plus
- Macross Frontier
- Eureka Seven

## Altri titoli della serie
- Another Century's Episode (2005)
- Another Century's Episode 2 (2006)
- Another Century's Episode 3 (2007)
- Another Century's Episode R (2010)